# Sperrfach
Der Begriff Sperrfach hat mehrere Bedeutungen.

## Sperrfach und Prüfungsvorbereitung
Ein Sperrfach dient dazu, Fachliteratur einer Lehrveranstaltung (Bücher, Zeitschriften, Skripte) für die Prüfungsvorbereitung allen Studierenden zur Verfügung zu stellen. Eine Ausleihe ist nicht möglich, in der Regel ist nur Kopieren oder Einsicht im Lesesaal einer Bibliothek möglich.

## Sperrfach als Prüfungsfach
Der Begriff Sperrfach wird in Prüfungen verwendet, die aus mehreren Teilen (Fächern) bestehen. Das als Sperrfach bestimmte Fach muss – unabhängig vom Ergebnis der übrigen Fächer – als „bestanden“ (d. h. mit mindestens ausreichenden Leistungen) bewertet sein, damit die Gesamtprüfung bestanden ist.
Die Inhalte des Sperrfachs werden für die jeweilige Prüfung als besonders wichtig erachtet.
Das folgende Beispiel des (in Deutschland) anerkannten Ausbildungsberufs Florist/Floristin (Verordnung vom 28. Februar 1997, geändert am 2. Juli 2002) verdeutlicht die Wirkung eines Sperrfachs:
Für das Bestehen der theoretischen Prüfung ist in drei Fächern – Technologie, Warenwirtschaft, Wirtschaft und Soziales – mindestens ein Durchschnitt von 50 Prozent (bzw. Punkten) notwendig. Unabhängig davon müssen jedoch im Fach Technologie allein mindestens 50 Prozent (bzw. Punkte) zum erfolgreichen Bestehen der theoretischen Prüfung erreicht sein. Das Fach Technologie ist hier also Sperrfach.